# American Bar Association
American Bar Association bildades 21 augusti 1878. Det är en rikstäckande amerikansk organisation för rättegångsjurister, och har sitt huvudkontor i Chicago.